# Ludovica Guidi
Ludovica Guidi (Cecina, 17 dicembre 1992) è una pallavolista italiana,  centrale della Pro Victoria.

## Carriera

### Club
Ludovica Guidi inizia la propria carriera nel 2004, quando entra a far parte delle giovanili della Pallavolo San Vincenzo; nel 2007 passa al Donoratico, sempre nelle giovanili, per poi debuttare in prima squadra, nella Serie A2, nella stagione 2009-10.
Nell'annata 2010-11 viene ingaggiata dal Volley Fontane di Villorba, in Serie B2, mentre nella stagione successiva è nel Casciavola in Serie B1, stessa categoria dove milita per il campionato 2012-13 vestendo la maglia del San Mariano Volley.
Nella stagione 2013-14 esordisce in Serie A1 grazie all'ingaggio da parte della Robur Tiboni Urbino; per il campionato 2014-15 si trasferisce in Francia, nella Ligue A, per giocare con l'Évreux.
Rientra in Italia già per l'annata 2015-16, difendo i colori della neopromossa Golem di Palmi, in Serie A2, dove resta per due annate, per poi accasarsi alla Millenium Brescia per la stagione 2017-18: a metà campionato rescinde consensualmente il contratto con la formazione lombarda e si trasferisce al Cuneo Granda. Disputa la serie cadetta anche nell'annata 2018-19, ingaggiata dal Soverato, e dalla stagione seguente con la maglia dell'Olimpia Teodora.
Per il campionato 2021-22 firma per il Casalmaggiore, in Serie A1. È nella stessa divisione anche per quello 2022-23, alla Savino Del Bene, con cui vince la Coppa CEV, in quello 2023-24 all'AGIL, con cui si aggiudica la WEVZA Cup e la Challenge Cup, e in quello 2024-25 alla Pro Victoria.

## Palmarès

### Club
- Coppa CEV: 1

2022-23
- Challenge Cup: 1

2023-24
- WEVZA Cup: 1

2023